# Yago Noal
Yago Eduardo Noal Lopes (Porto Alegre, 5 de fevereiro de 2007), ou apenas Yago Noal, é um futebolista brasileiro que atua como meio-campista no Internacional.

## Carreira
Nascido em Porto Alegre, Rio Grande do Sul, Yago Noal chegou no Internacional em 2016. Mas realizou um teste para jogar no futsal. Sendo chamado para o futebol de campo pouco tempo depois.
Em 30 de julho de 2024, Yago Noal renovou seu contrato com o Inter até 2028.
Noal fez sua estreia no time principal em 25 de janeiro de 2025, curiosamente, na mesma data de seu aniversario de 18 anos. Entrando no lugar de Alan Patrick em uma vitória em casa por 2 a 0 contra o Juventude aos 84 minutos.

## Títulos
Internacional
- Campeonato Gaúcho: 2025